# العاص بن سعيد
العاص بن سعيد بن العاص بن أمية: من أشدّاء قريش في الجاهلية. شهد يوم بدر مع المشركين، وقتل في المعركة. واختلفوا في من قتله، فقيل: قتله سعد بن أبي وقاص، وأخذ سيفه (ذا الكتيفة) وقيل: عن عمر بن الخطاب: رأيت العاصي يبحث التراب كانه الثور! فصددت عنه، وحمل عليه علي فقتله.

## نسبه
هو: العاص بن سعيد بن العاص بن أمية بن عبد شمس بن عبد مناف بن قصي بن كلاب بن مرة بن كعب بن لؤي بن غالب بن فهر بن مالك بن النضر بن كنانة بن خزيمة بن مدركة بن إلياس بن مضر بن نزار بن معد بن عدنان.